# Ansonia guibei
Ansonia guibei es una especie de anfibios de la familia Bufonidae.
Es endémica de Malasia.
Su hábitat natural incluye montanos secos y ríos.
Está amenazada de extinción por la pérdida de su hábitat natural.